# 女の子だってRPGしたいんだもん!
『女の子だってRPGしたいんだもん!』（おんなのこだってRPGしたいんだもん）は、1995年に富士見ドラゴンブックから出版されたテーブルトークRPG(TRPG)関連書籍である。編集は冒険企画局。ISBN 4-8291-4298-7

## 概要
TRPGのプレイヤーとしてはあまり表に出る機会のない（ここではサークルやコンベンションで遊ばない、という意味である）女性TRPGプレイヤーをメインターゲットにして編集された書籍である。表紙や本文イラストは水玉螢之丞、本文のライティングも冒険企画局の女性メンバーが主体である。
全体的に、TRPGに興味を持った女性が最初の一歩を踏み出すことを意図して記述されており、TRPGの遊び方などを解説した「ハウツー本」の類いではない。しかし、現場の女性プレイヤーからは（そして男性向けの記事もあるため、男性プレイヤーからも）おおむね好評をもって受け入れられ、「男の子だってRPGしたいんだもん!」というパロディ同人誌を作成したTRPGサークルもあった。

### TRPGに挑戦する12章
※内容は1995年当時のものであるため、現在の事情とは大きく異なる内容もある。
- ファミコンと仲良く / 高橋里佳
- RPGはどこで手に入れる？ / 河原雅
- パーティを組もう! / 野崎ちよみ
- ホームパーティ感覚で / 中川奈緒美
- こんなシナリオ大歓迎 / 佐藤明子
- コンベンションへ行く / あずま慧
- 何が入っているの？気になるみんなのカバンの中身♪ / 伊嵯岐龍
- おシャレしようよ! / 八坂たまみ
- 冒険のあいまに / 野崎ちよみ
- 女の子は何故、ゲームを嫌うのか / 星宮すみれ
- 居心地の良い場所ってどんなとこ？ / 高橋里佳
- 恋愛のススメ？ / 冒険企画局取材班
- 特別座談会：ちょっと危ないこと…。

### TRPGから一歩踏み出す5章
- こんぴゅーたとわたし / めるへんめーかー
- ゲーセンの伝説 / 松野桂司
- ポストの中に広がる世界 / 水浦みお
- レディスセッション・初めて物語 / 星宮すみれ
- セッションできるまでレポート / 佐藤明子
- 解説：近藤功司